# Paruscanoidea australia
Paruscanoidea australia är en stekelart som beskrevs av Girault 1916. Paruscanoidea australia ingår i släktet Paruscanoidea och familjen hårstrimsteklar. Inga underarter finns listade i Catalogue of Life.